# Préizerdaul
Préizerdaul er en kommune og et byområde i Luxembourg. Kommunen, som har et areal på 15,60 km², ligger i kantonen Redange i distriktet Diekirch. I 2005 havde kommunen 1.322 indbyggere.
49°47′N 5°56′Ø / 49.783°N 5.933°Ø